# Laboratorio subterráneo de Canfranc
Das Laboratorio subterráneo de Canfranc (LSC, dt. Unterirdisches Labor von Canfranc) ist eine unterirdische Versuchsstation für Experimente der Teilchenphysik.
Es ist in den Pyrenäen im nicht mehr benutzten Somport-Eisenbahntunnel zwischen Canfranc und Pau an der spanisch-französischen Grenze eingerichtet worden. 
Die drei Experimentierhallen haben durch das Bergmassiv eine Abschirmung vor kosmischer Strahlung, die 700, 1.400 bzw. 2.450 m Wasser entspricht.
Die Experimente im LSC umfassen IGEX-2β, zur Suche nach dem neutrinolosen doppeltem Betazerfall, einer Überprüfung des Standardmodells der Elementarteilchenphysik, sowie verschiedenen Experimenten zur Suche nach WIMPs, den hypothetischen Bestandteilen der Dunklen Materie: IGEX-DM, ANAIS, ROSEBUD, COSME 2.
Das Laboratorio subterráneo de Canfranc ist, wie die drei anderen europäischen Untergrundlaboratorien
Laboratoire Souterrain de Modane,
Laboratori nazionali del Gran Sasso und
Boulby Underground Laboratory
der Koordinierungsgruppe ILIAS angeschlossen.